# Ghiacciaio Obelya
Il ghiacciaio Obelya (in inglese: Obelya Glacier) è un ghiacciaio lungo 7,5 km e largo 2,5, situato sulla costa di Zumberge, nella parte occidentale della Terra di Ellsworth, in Antartide. In particolare, il ghiacciaio, il cui punto più alto si trova a circa 2.000 m s.l.m., è situato nella parte meridionale delle cime Doryan, facenti parte della dorsale Sentinella, nelle montagne di Ellsworth. Da qui esso fluisce verso sud-est scorrendo lungo il versante sud-occidentale dello sperone Johnson e lungo quello orientale del monte Benson fino ad unire il proprio flusso a quello del ghiacciaio Thomas.

## Storia
Il ghiacciaio Strinava è stato così battezzato dalla Commissione bulgara per i toponimi antartici in onore del villaggio di Obelya, nella Bulgaria occidentale, oggi parte della città di Sofia.